# Nouruz
Naw-Rúz, Navruz, Newroz, Nouruz, Nowruz, Noruz o Norouz (escrito نوروز en persa) es el año nuevo del calendario persa, que se celebra en Irán coincidiendo con el equinoccio de primavera. Se festeja también en otros territorios que recibieron la influencia de la cultura persa, como  Azerbaiyán, Kurdistán, Uzbekistán, Tayikistán, Turkmenistán, Pakistán, y en algunas regiones del norte de la India. También se celebra en Turquía y algunos países de Asia Central.
Nouruz es el festival del primer día de la primavera y el principio del año iraní. Algunas comunidades lo celebran el 21 de marzo, y otras el día del equinoccio de primavera, que puede ser el 20, el 21 o el 22 de marzo.
La palabra "Nouruz" proviene de la avéstica nava=nuevo + rəzaŋh=día/luz del día; con el significado de "nuevo día", y mantiene ese significado en persa moderno (no=nuevo + rouz=día). La festividad del Nouruz es, en su origen, una celebración agrícola de culto a la fertilidad. Sin embargo, la mayoría de las ceremonias de Nouruz tienen sus raíces en la religión zoroastriana, surgida en Irán hace unos 3000 años. El zoroastrismo o mazdeísmo cree en dos dioses antagonistas, Ahura Mazda, dios del bien y la luz, y Angra Mainyu, dios del mal y la oscuridad. La lucha entre ambos se resuelve con la victoria de Ahura Mazda y el triunfo de la luz.
El Novruz, Nowrouz, Nooruz, Navruz, Nauroz o Nevruz, según las diferentes lenguas del lugar donde se celebre, fue inscrito en 2009 en la lista representativa del Patrimonio Cultural Inmaterial de la Humanidad de la Unesco como candidatura conjunta de Azerbaiyán, India, Irán, Kirguistán, Pakistán, Turquía y Uzbekistán. El 30 de noviembre de 2016 se añadieron a esta candidatura Afganistán, Irak, Kazajistán, Tayikistán y Turkmenistán.

## En Irán

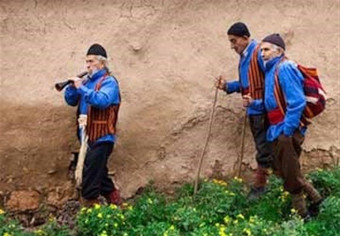
La gente de Mazandarani canta en Nouruz

La llegada del año nuevo persa representa el final de la oscuridad invernal y el renacimiento de la luz y la fertilidad. Para simbolizar el inicio del nuevo ciclo vital, los iraníes limpian a conciencia sus casas en los días anteriores al Nouruz. 
Pocas horas antes de que entre el año nuevo, las familias se reúnen en torno a una mesa con siete objetos o frutos cuyo nombre empieza en persa por s (como las semillas de trigo o de lentejas germinadas, sabzeh), los cuales representan el renacimiento, la salud, la alegría, la prosperidad, la felicidad, la paciencia y la belleza. También colocan su Sagrada Escritura (la Sagrada Escritura por cualquier religión) sobre la mesa, un espejo y una pecera con peces de colores, garantía de buena suerte. En las calles, se prenden hogueras, se canta y se acompaña a Hayi Firuz, un personaje de cara negra que danza al son de tambores y panderetas portadores de buenos augurios.
En los 13 días siguientes, durante los cuales las escuelas permanecen cerradas, los menores de cada familia estrenan vestidos y se dedican a visitar a tíos y abuelos, quienes les hacen regalos o les entregan algo de dinero. Además, es también costumbre que los adultos se acerquen a saludar a casa de sus familiares, vecinos y amigos.
El decimotercer día, sizdah bedar, último de las celebraciones, las familias van al campo para preparar una comida al aire libre. Las semillas germinadas se echan a un río o un arroyo, habiendo hecho antes pequeños nudos en los tallos. Cada nudo representa un deseo para el nuevo año y se espera que, si la corriente los deshace, se cumplan.

## En Azerbaiyán
A pesar de que Novruz tiene orígenes religiosos, actualmente la celebración de fiesta en Azerbaiyán no tiene un carácter religioso, sino más bien cultural. En Azerbaiyán, excepto la propia fiesta, como la despedida del viejo año, se celebran también los cuatro martes (Çərşənbə) del último mes del año. Los martes se dedican a los cuatro elementos: agua, fuego, viento y tierra. Para la fiesta se germina Samani (səməni) del trigo. Entre las tradiciones de la celebración de Novruz en Azerbaiyán un parte se dedica a la gastronomía. Por ejemplo, para la fiesta se preparan los dulces especiales, shekerbura (şəkərbura), pakhlava (paxlava) y qojal (qoğal). También en la mesa tradicional del Novruz siempre están los huevos colorados.

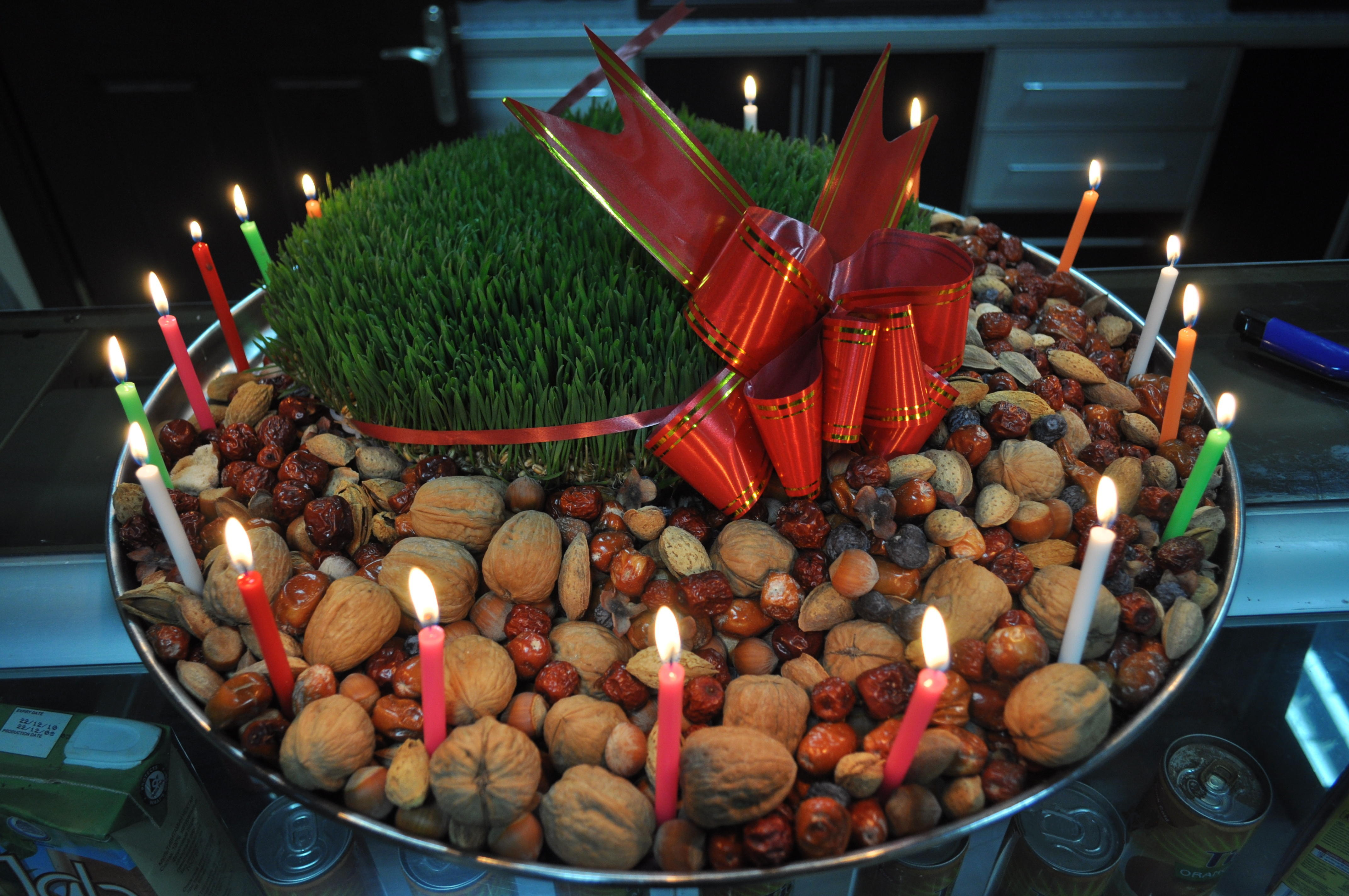
Joncha (platón de los dulces).
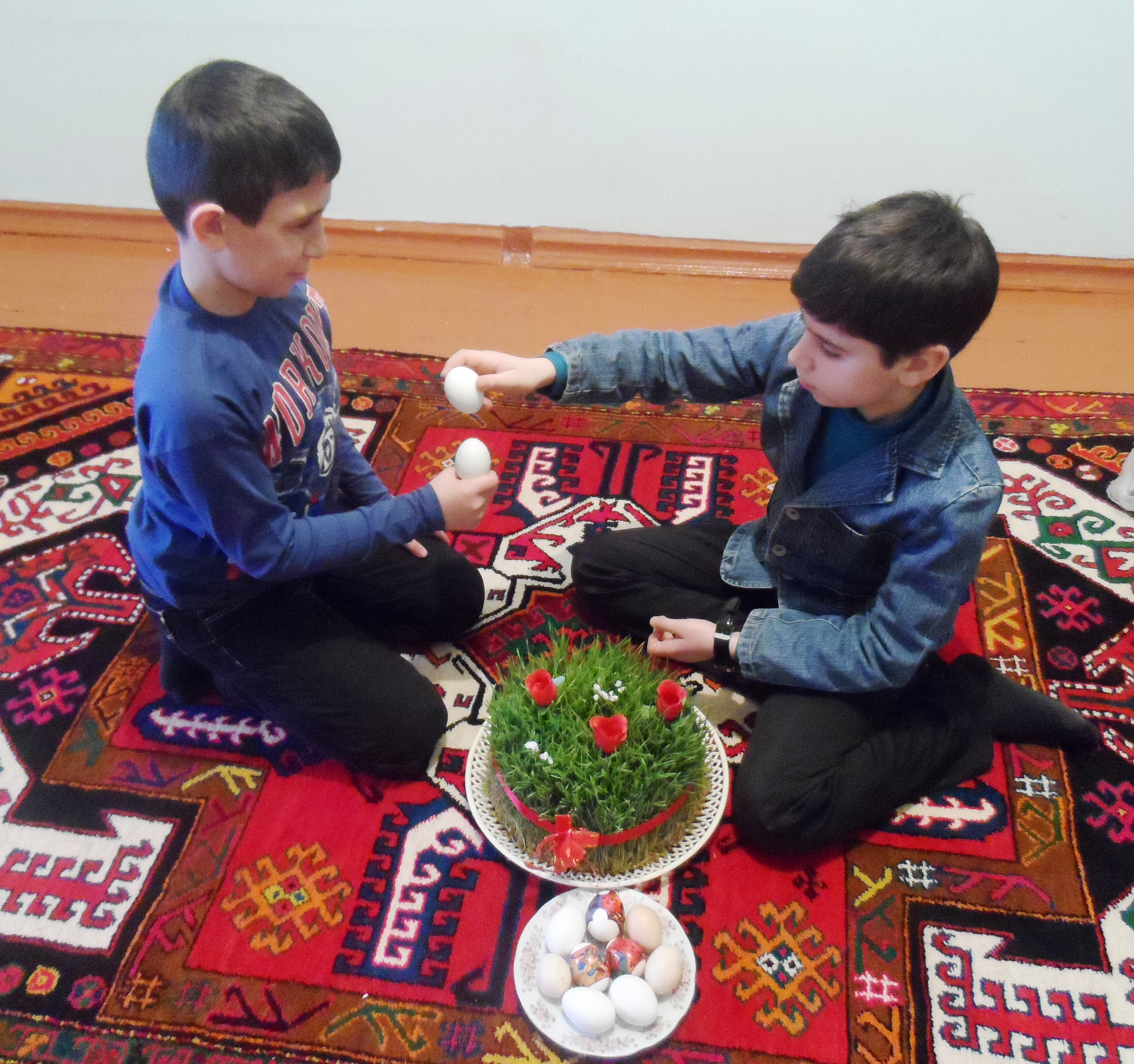
El choque de huevos colorados.
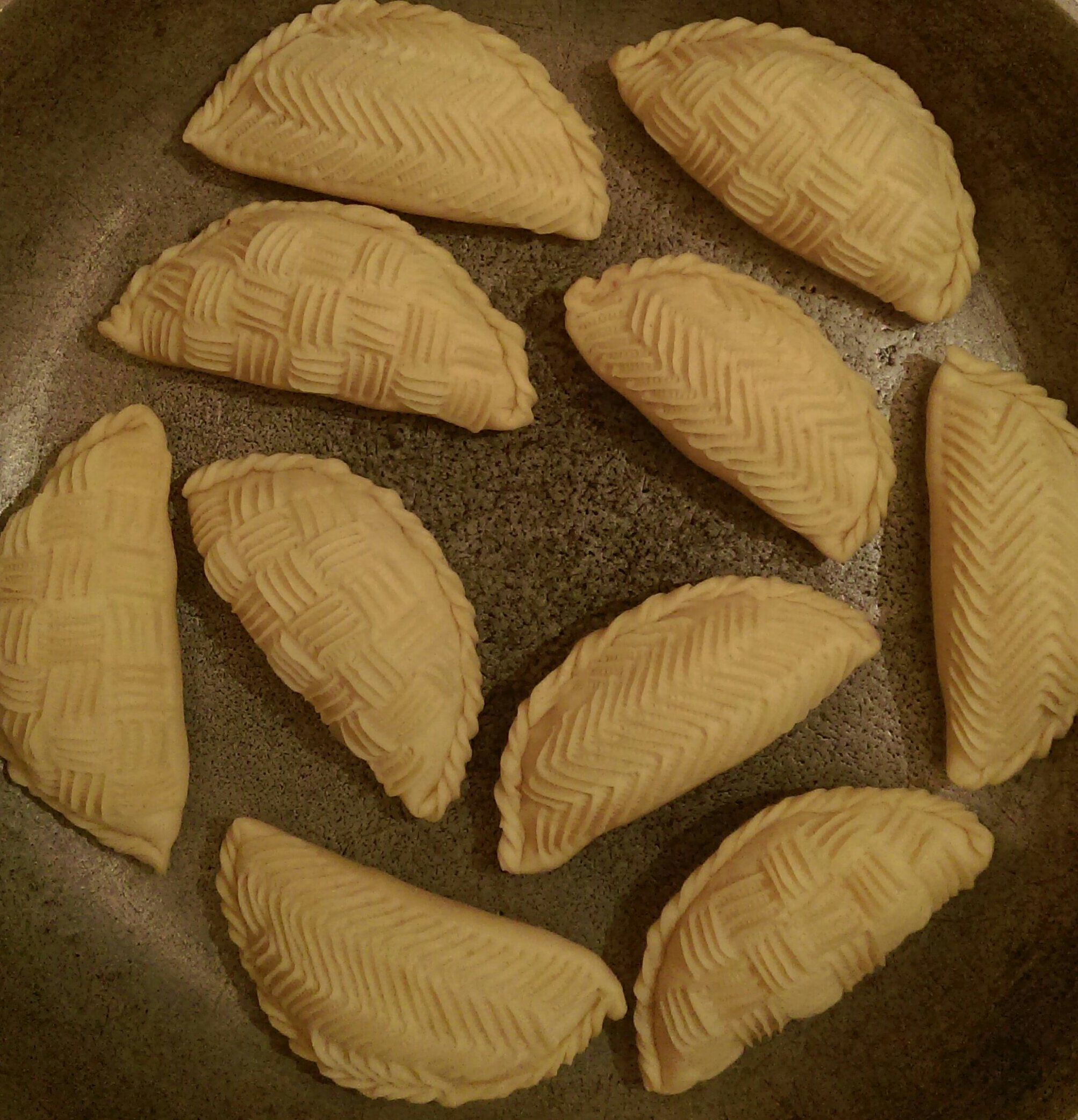
Shekerbura.
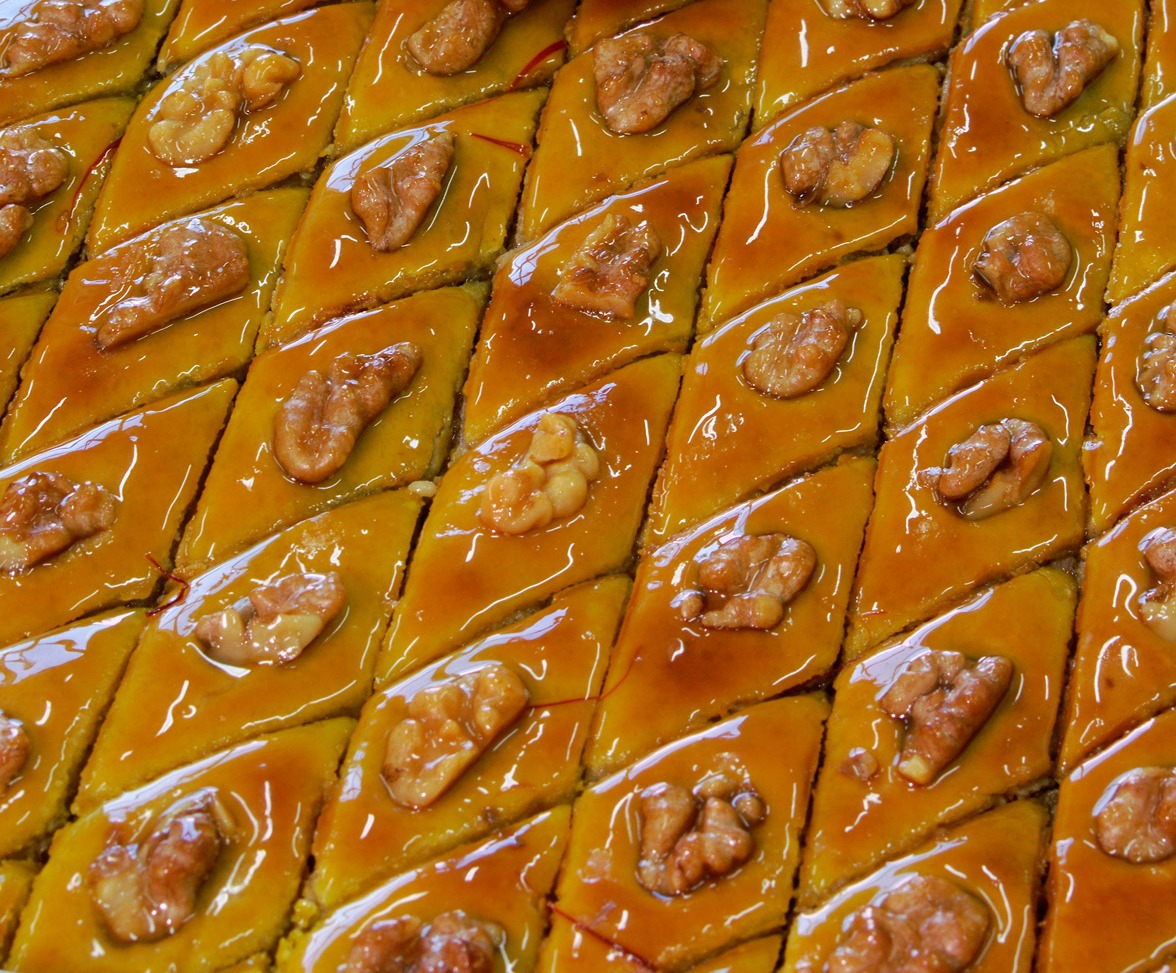
Pakhlava.
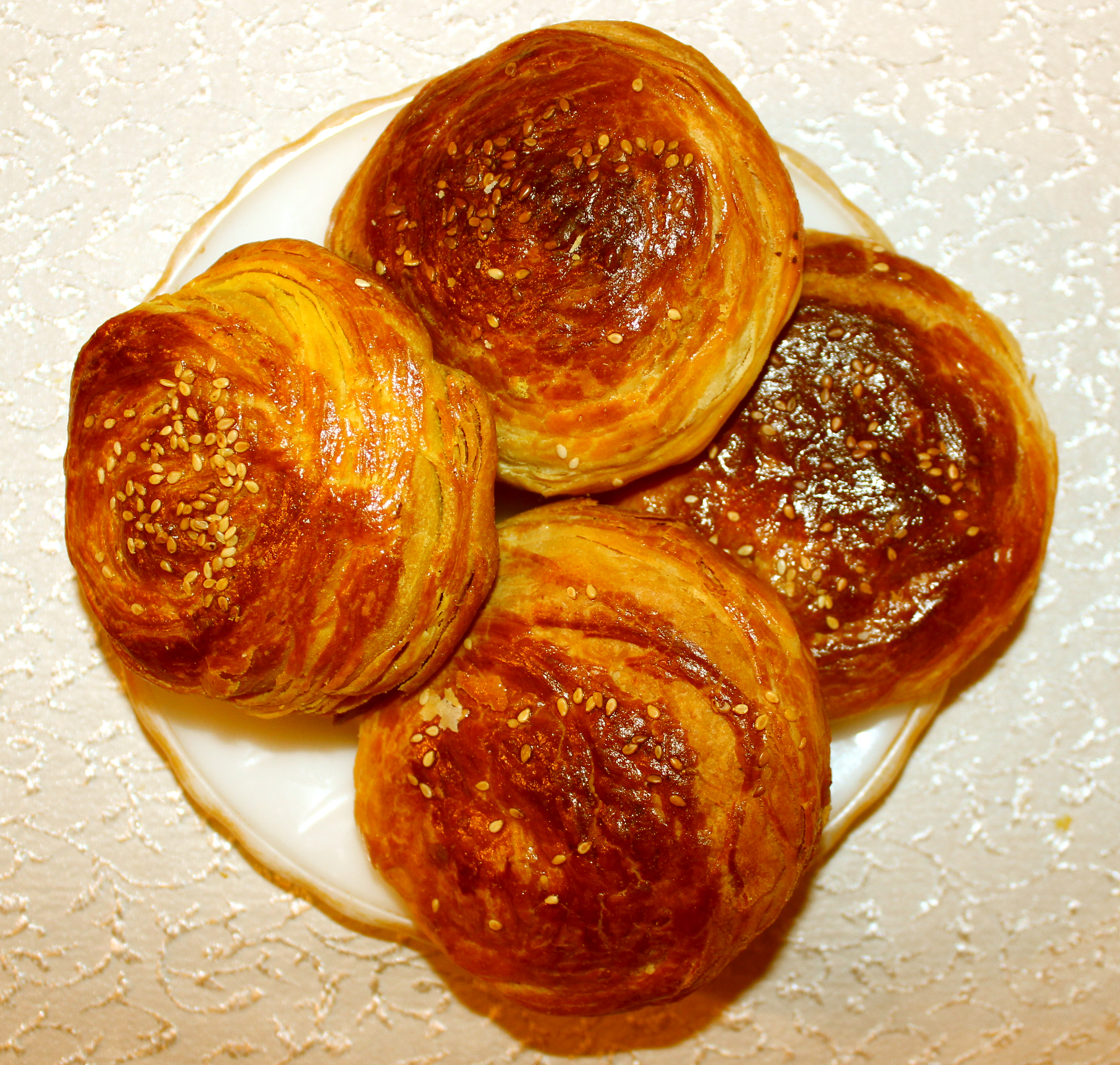
Qojal.

## Variaciones comunes
Nouruz es una festividad de origen preislámico que se ha celebrado en Oriente Medio desde al menos 3000 años y está fuertemente arraigada en los rituales y tradiciones del zoroastrismo. Hoy en día, el festival de Nouruz aun se celebra en muchos países que fueron territorios pertenecientes o influenciados por el Imperio persa: Irán, Irak, Afganistán, y algunas partes de Asia Central: las antiguas repúblicas soviéticas de Tayikistán, Uzbekistán, Azerbaiyán, Turkmenistán, Kazajistán y Kirguistán. También se celebra en la India por los zoroastrianos parsis y los iraníes que viven en India, y es festivo en Turquía, donde se le llama Nevruz o Bayram, en turco. 
En muchos países el saludo que se usa es Sale no Mubarak o sale no Joyaste bad (Sal = Año)(No = Nuevo) (Mubarak y Joyaste bad = felicidades) en persa. En Turquía, el saludo es Bayraminiz Mubarek/kutlu olsun (en turco) y también los kurdos de Turquía, Irán, Irak y Siria celebran el Newroz (Nouruz en kurdo) y el saludo es Newroz pîroz be/bo! o Newroztan pîroz bêt!
Para los seguidores de la variante Fasli del calendario zoroástrico el Nouruz es el primer día de su año. Otras variantes de este calendario celebran el Nouruz dos veces, una como el Jamshedi Nouruz el 21 de marzo, como el comienzo de la primavera, y un segundo Nouruz en julio o agosto.
Los seguidores de la Fe Bahá'í, una religión fundada en Irán a mediados del siglo XIX, celebran este día (llamándolo "Naw-Rúz") como una festividad religiosa que marca el año nuevo según el Calendario bahá'í y también el final del Ayuno de los diecinueve Días. Los bahaíes persas observan muchas costumbres relacionadas con él, pero los bahaíes de otros lugares lo celebran como un día festivo de acuerdo con las costumbres locales. Las comunidades bahaíes americanas, por ejemplo, suelen tener una comida sin cumplidos, junto a oraciones y lecturas de la escritura bahaí. Mientras que el Naw Rúz, de acuerdo con la tradición, comienza en el equinoccio de primavera, los bahaíes lo celebran el día en el que caiga el equinoccio en Teherán, sea 20 21 o 22 de marzo, ajustando el calendario como se requiera mediante Sus días intercalares. Ese día no se acostumbra trabajar ni asistir a la escuela. 

## Día Internacional del Novruz
El 23 de febrero de 2010, La Asamblea General de las Naciones Unidas proclamó  que los días 21 de marzo de cada año se celebre el Día Internacional del Novruz.

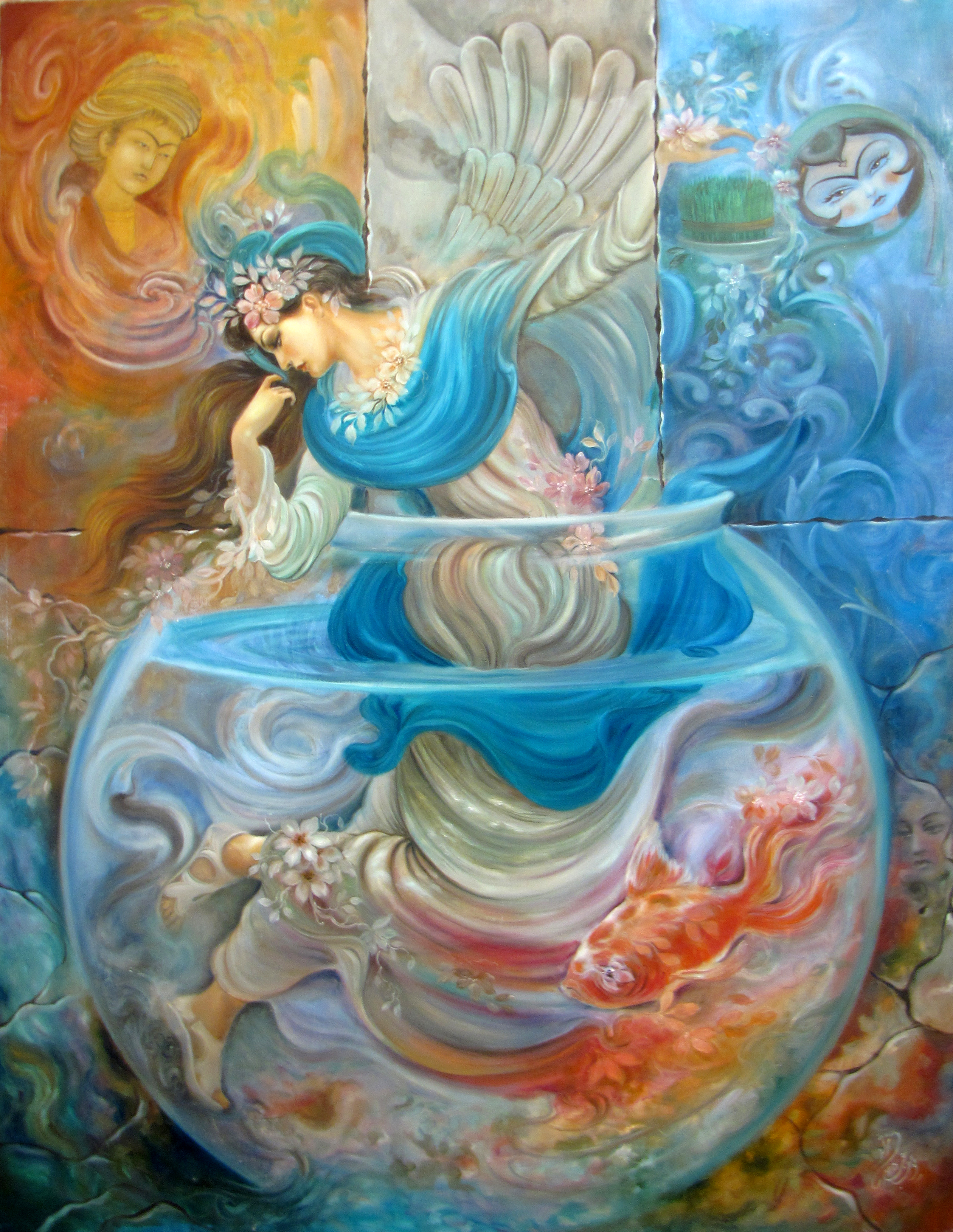
Nouruz. Pintura de Yousef Abdinejad.

## Galería

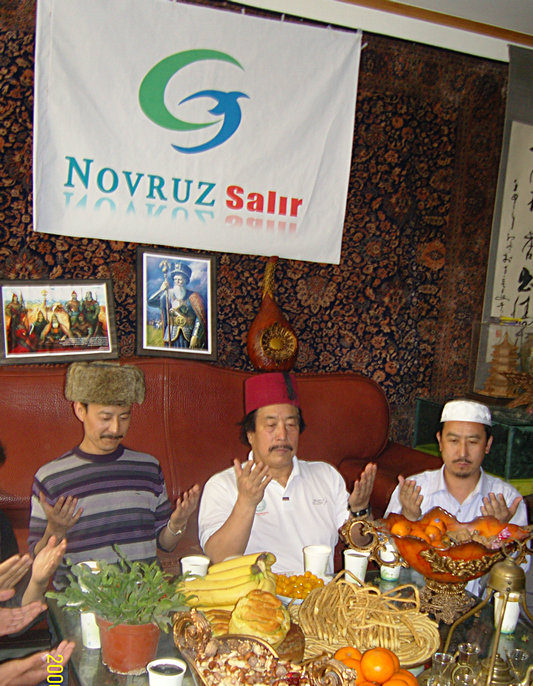
Uigures en China
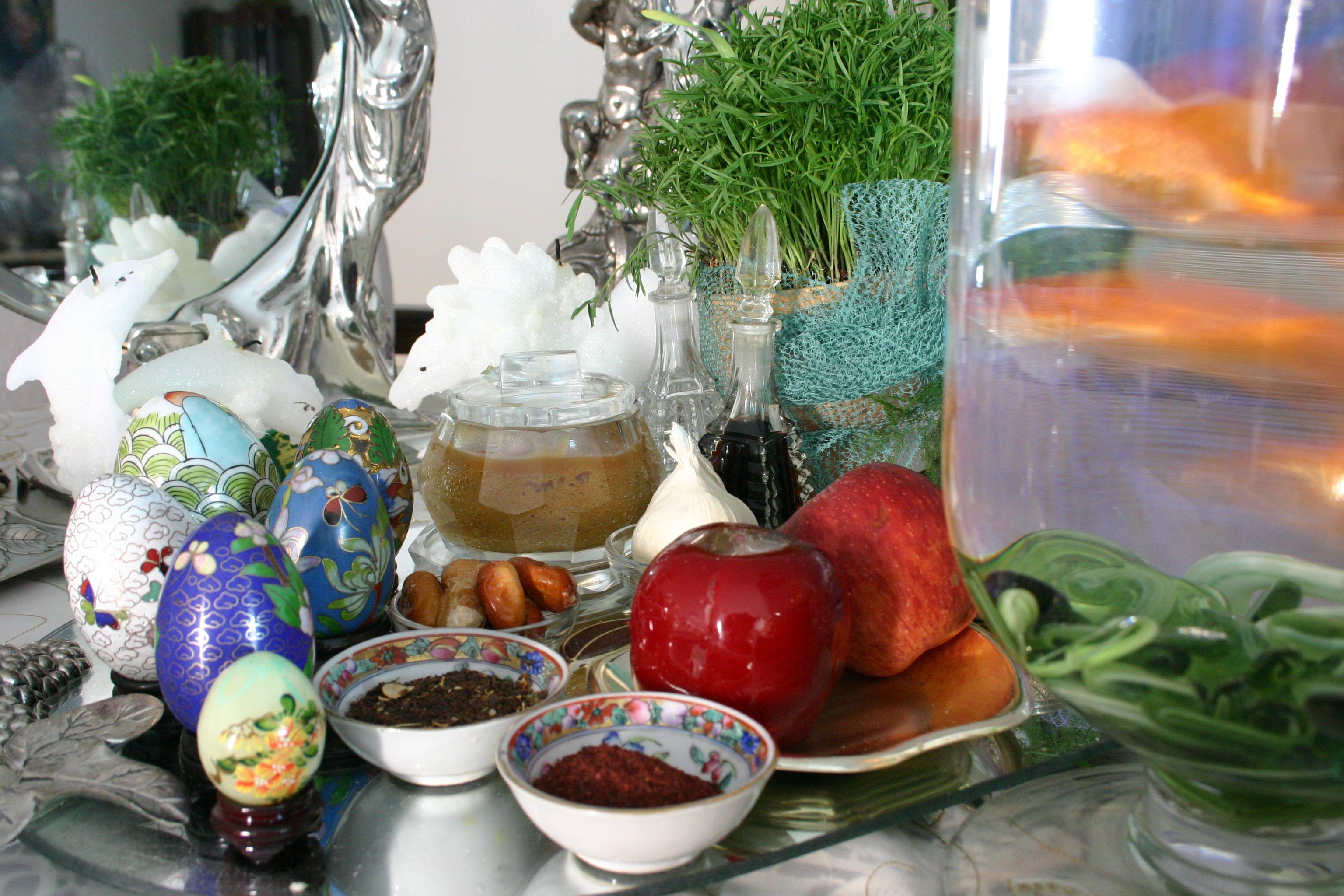
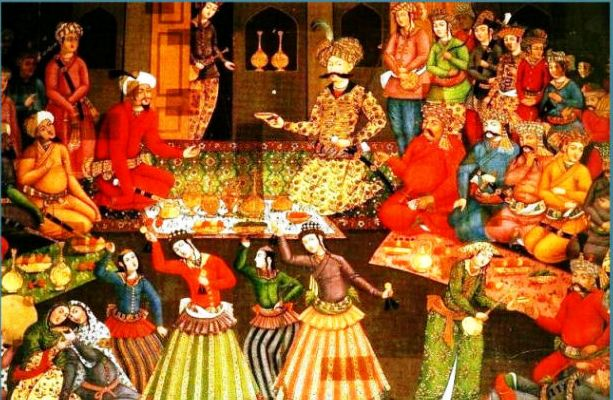
Shah-Abbas
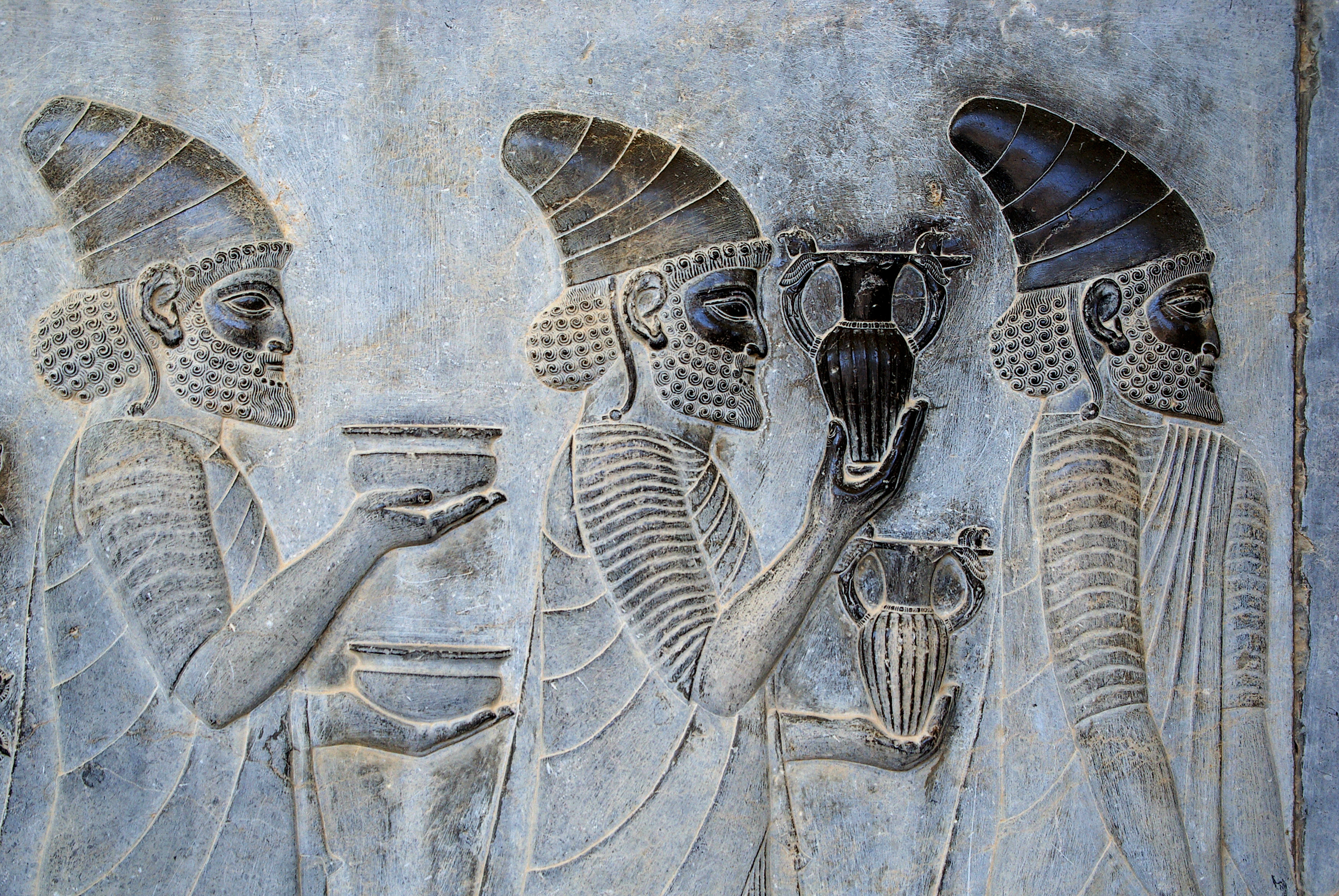
Persepolis
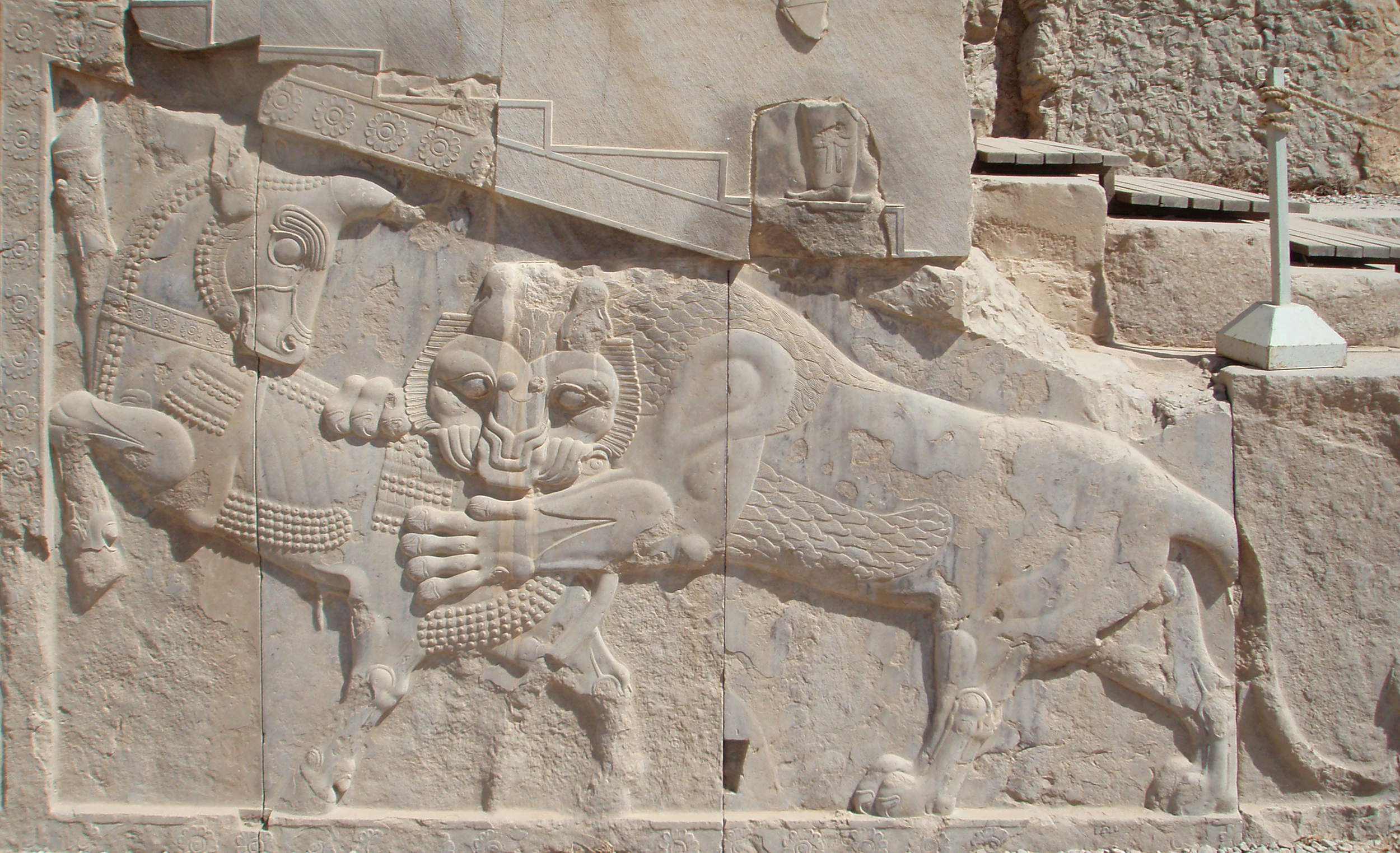
Nowruz Zoroastrian
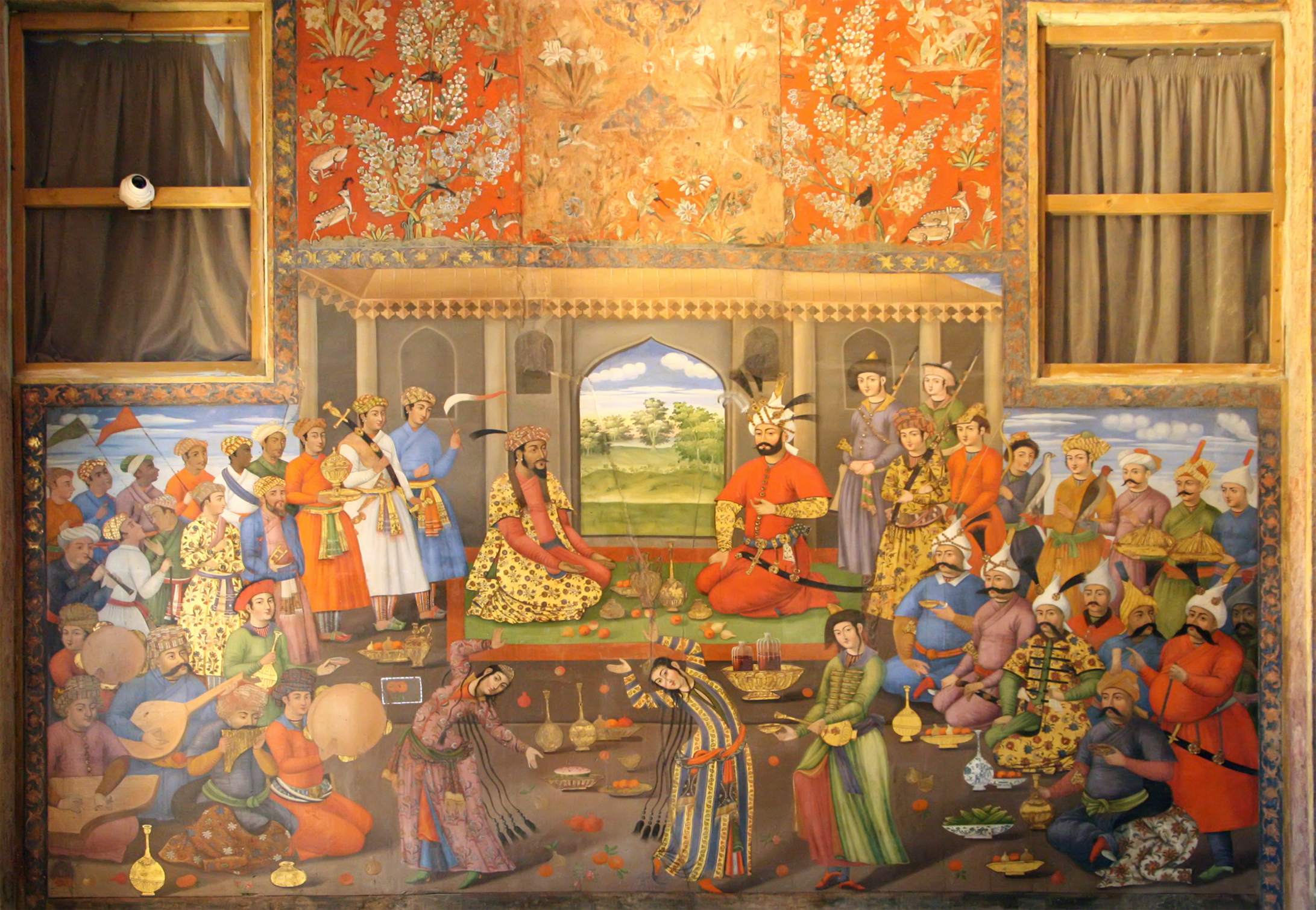
Nowrooz
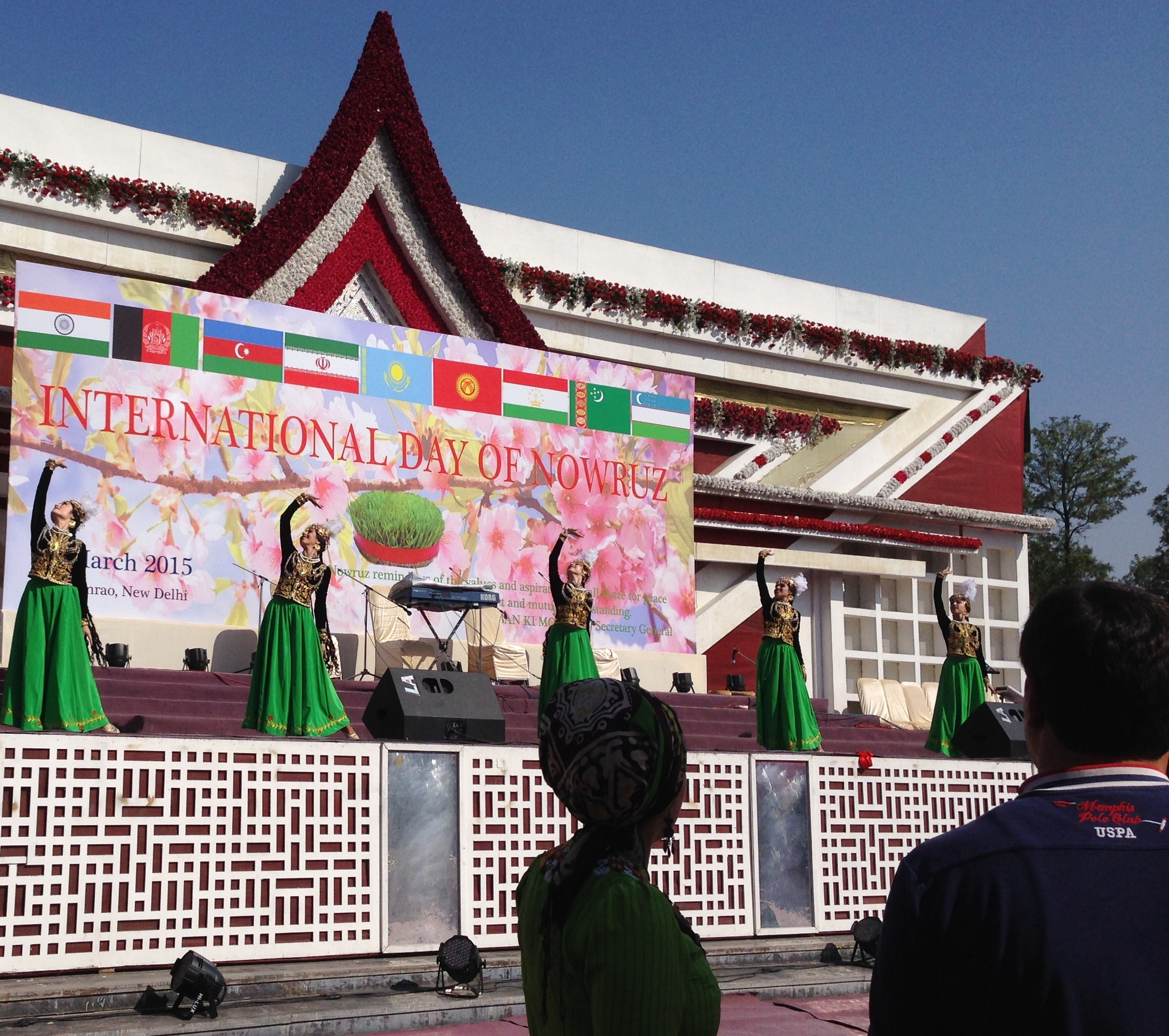
Navrouz2015
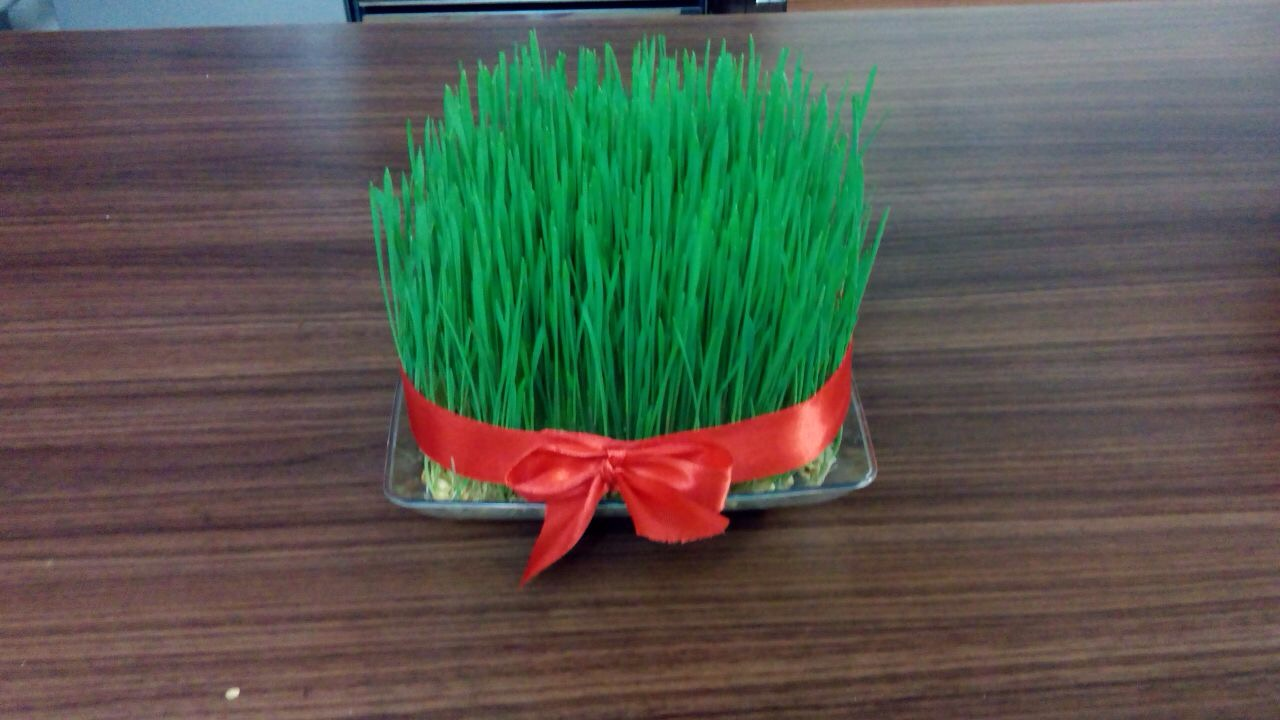
Sabzeh
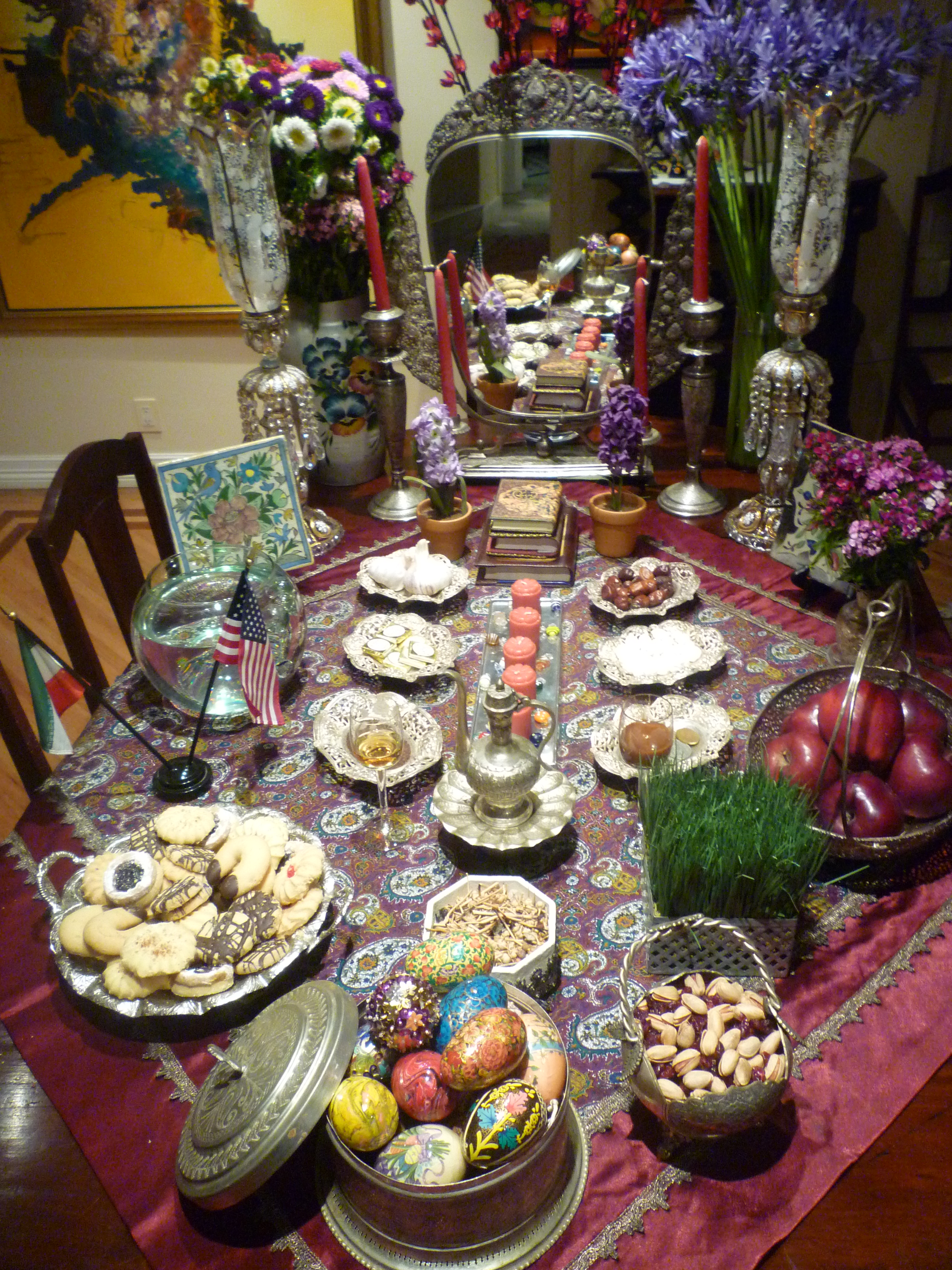
7 items
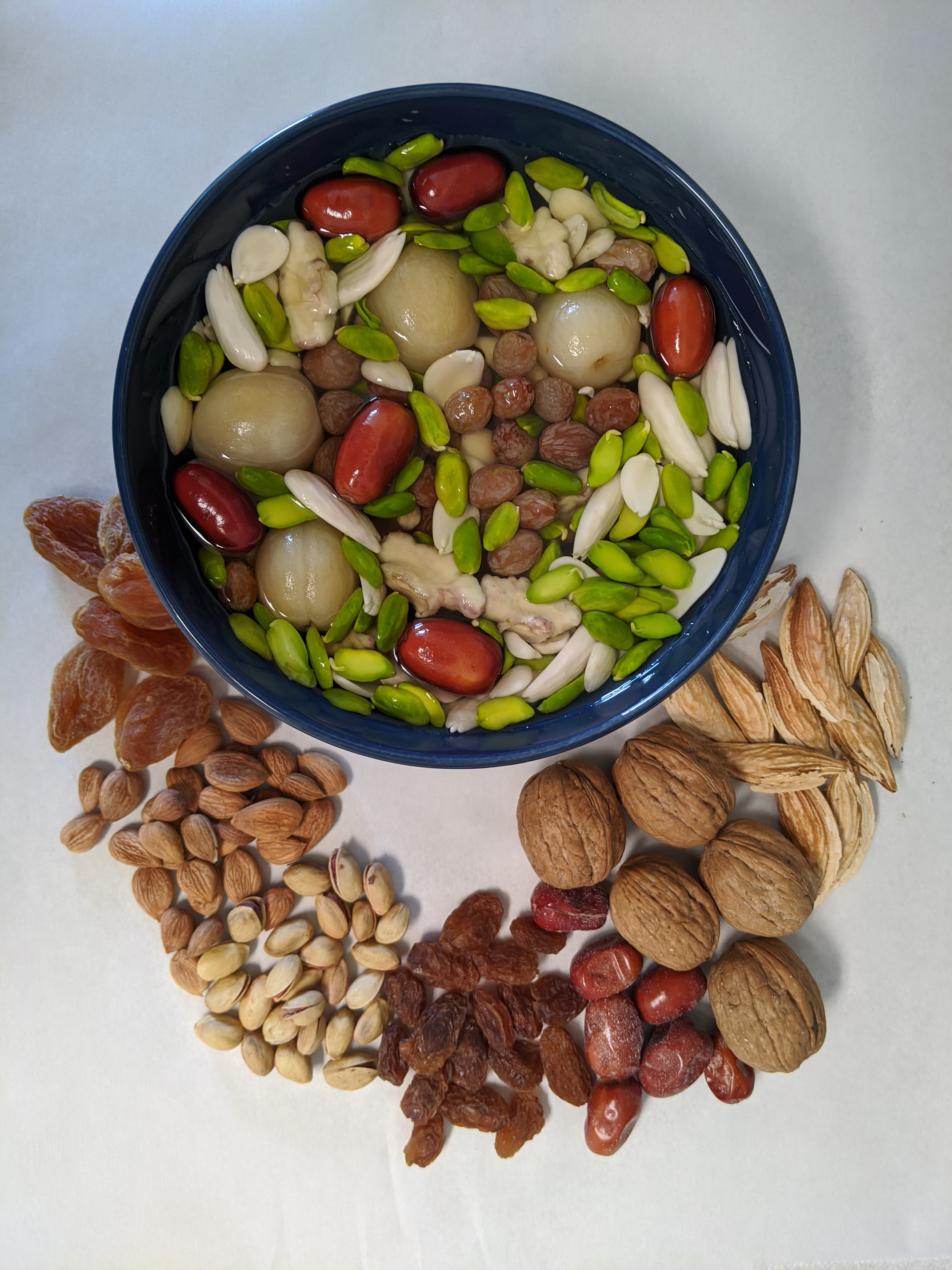
7 fruit
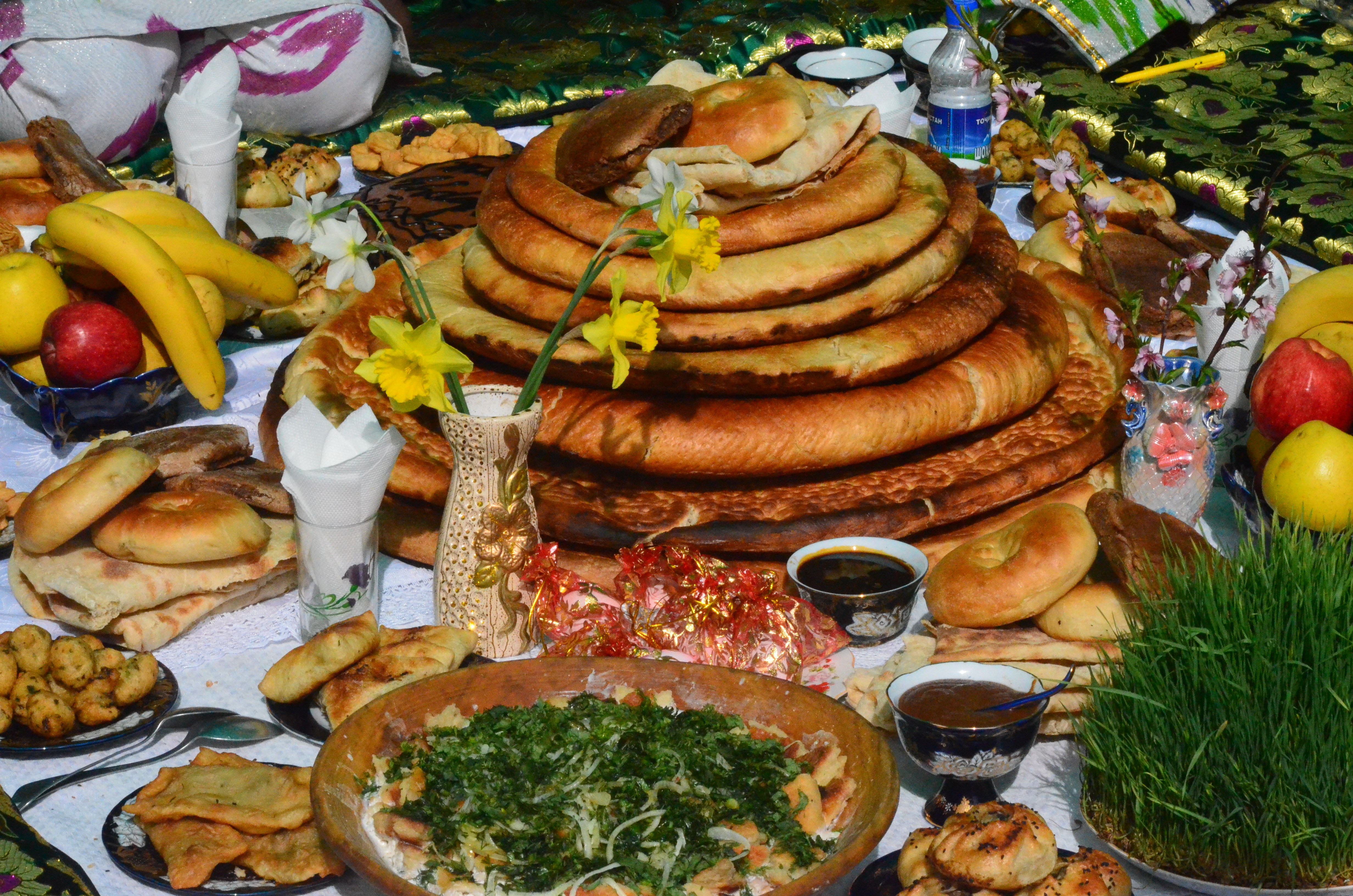
Nowrouz table
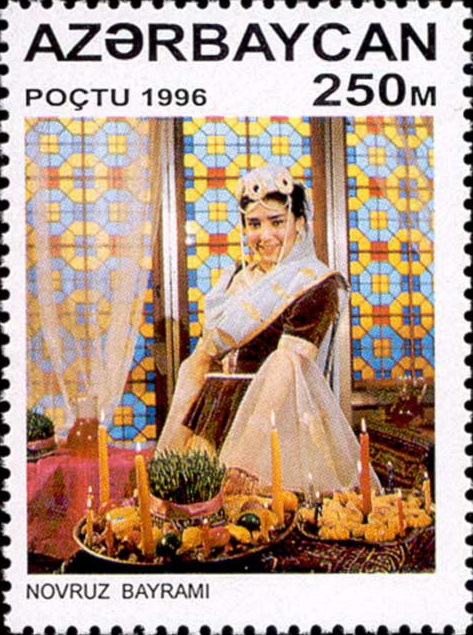